# Wakulla carneella
Wakulla carneella är en fjärilsart som beskrevs av Barnes och Mcdunnough 1913. Wakulla carneella ingår i släktet Wakulla och familjen mott. Inga underarter finns listade i Catalogue of Life.